# کسل هیل (برانکس)
کسل هیل (به انگلیسی: Castle Hill) یک منطقهٔ مسکونی در ایالات متحده آمریکا است که در بخش جنوب شرقی ناحیه برانکس در شهر نیویورک واقع شده‌است. مرزهای محله کسل هیل عبارتند از: خیابان واتربری و خیابان وستچستر در شمال، نهر وستچستر در شرق، رودخانه شرقی در جنوب و جاده دشت سفید در غرب. یونیون پورت بخشی فرعی از تپه قلعه است که معمولاً در شمال خیابان لافایت در نظر گرفته می‌شود. کسل هیل ۳۸٬۵۵۷ نفر جمعیت دارد.